# بخش فرانکلین (شهرستان فولتون، اوهایو)
بخش فرانکلین (به انگلیسی: Franklin Township) یک منطقهٔ مسکونی در ایالات متحده آمریکا است که در شهرستان فولتن، اوهایو واقع شده‌است.
 بخش فرانکلین ۷۴٫۶ کیلومتر مربع مساحت و ۷۴۳ نفر جمعیت دارد و ۲۲۱ متر بالاتر از سطح دریا واقع شده‌است.